# Jesús Preciado
Jesús Preciado (n. Machala, Ecuador; 23 de julio de 1994) es un futbolista ecuatoriano. Juega de centrocampista y su equipo actual es Gualaceo Sporting Club de la Serie B de Ecuador.

## Estadísticas

### Clubes
Actualizado al último partido disputado el 13 de septiembre de 2024.
| Club                           | Div.          | Temporada     | Liga  | Liga  | Copas nacionales | Copas nacionales | Copas internacionales | Copas internacionales | Total | Total |
| Club                           | Div.          | Temporada     | Part. | Goles | Part.            | Goles            | Part.                 | Goles                 | Part. | Goles |
| ------------------------------ | ------------- | ------------- | ----- | ----- | ---------------- | ---------------- | --------------------- | --------------------- | ----- | ----- |
| Audaz Octubrino · Ecuador      | 3.ª           | 2010          | 19    | 3     | —                | —                | —                     | —                     | 19    | 3     |
| Audaz Octubrino · Ecuador      | Total club    | Total club    | 19    | 3     | 0                | 0                | 0                     | 0                     | 19    | 3     |
| Fuerza Amarilla · Ecuador      | 3.ª           | 2011          | 27    | 8     | —                | —                | —                     | —                     | 27    | 8     |
| Fuerza Amarilla · Ecuador      | 3.ª           | 2012          | 13    | 3     | —                | —                | —                     | —                     | 13    | 3     |
| Fuerza Amarilla · Ecuador      | 3.ª           | 2013          | 32    | 9     | —                | —                | —                     | —                     | 32    | 9     |
| Fuerza Amarilla · Ecuador      | 3.ª           | 2014          | 40    | 19    | —                | —                | —                     | —                     | 40    | 19    |
| Fuerza Amarilla · Ecuador      | 2.ª           | 2015          | 35    | 5     | —                | —                | —                     | —                     | 35    | 5     |
| Fuerza Amarilla · Ecuador      | 1.ª           | 2016          | 30    | 4     | —                | —                | —                     | —                     | 30    | 4     |
| Universidad Católica · Ecuador | 1.ª           | 2017          | 15    | 0     | —                | —                | 2                     | 0                     | 17    | 0     |
| Universidad Católica · Ecuador | Total club    | Total club    | 15    | 0     | 0                | 0                | 2                     | 0                     | 17    | 0     |
| América de Quito · Ecuador     | 2.ª           | 2018          | 30    | 3     | —                | —                | —                     | —                     | 30    | 3     |
| América de Quito · Ecuador     | 1.ª           | 2019          | 6     | 0     | —                | —                | —                     | —                     | 6     | 0     |
| América de Quito · Ecuador     | Total club    | Total club    | 36    | 3     | 0                | 0                | 0                     | 0                     | 36    | 3     |
| Atlético Porteño · Ecuador     | 2.ª           | 2019          | 15    | 0     | —                | —                | —                     | —                     | 15    | 0     |
| Atlético Porteño · Ecuador     | Total club    | Total club    | 15    | 0     | 0                | 0                | 0                     | 0                     | 15    | 0     |
| Fuerza Amarilla · Ecuador      | 2.ª           | 2020          | 13    | 2     | —                | —                | —                     | —                     | 13    | 2     |
| Fuerza Amarilla · Ecuador      | Total club    | Total club    | 190   | 50    | 0                | 0                | 0                     | 0                     | 190   | 50    |
| Gualaceo S. C. · Ecuador       | 2.ª           | 2021          | 14    | 1     | —                | —                | —                     | —                     | 14    | 1     |
| Gualaceo S. C. · Ecuador       | 1.ª           | 2022          | 25    | 2     | 2                | 0                | —                     | —                     | 27    | 2     |
| Gualaceo S. C. · Ecuador       | 1.ª           | 2023          | 29    | 2     | 0                | 0                | —                     | —                     | 29    | 2     |
| Gualaceo S. C. · Ecuador       | 2.ª           | 2024          | 20    | 0     | 1                | 0                | —                     | —                     | 21    | 0     |
| Gualaceo S. C. · Ecuador       | Total club    | Total club    | 88    | 5     | 3                | 0                | 0                     | 0                     | 91    | 5     |
| Total carrera                  | Total carrera | Total carrera | 363   | 61    | 3                | 0                | 2                     | 0                     | 368   | 61    |
| 1. 2.                          |               |               |       |       |                  |                  |                       |                       |       |       |

## Palmarés

### Campeonatos nacionales
| Título             | Club            | Año  |
| ------------------ | --------------- | ---- |
| Serie B de Ecuador | Fuerza Amarilla | 2015 |

### Campeonatos provinciales
| Título                      | Club            | Año  |
| --------------------------- | --------------- | ---- |
| Segunda Categoría de El Oro | Audaz Octubrino | 2010 |
| Segunda Categoría de El Oro | Fuerza Amarilla | 2011 |
| Segunda Categoría de El Oro | Fuerza Amarilla | 2013 |
| Segunda Categoría de El Oro | Fuerza Amarilla | 2014 |

### Distinciones individuales
| Distinción                                 | Año  |
| ------------------------------------------ | ---- |
| Mejor celebración de la Serie A de Ecuador | 2022 |